# 盧加灣
59°45′N 28°20′E / 59.750°N 28.333°E

芬蘭灣南岸

盧加灣是芬蘭灣的南部海灣，由俄羅斯管轄，海灣每年有326日不受冰封，盧加灣被科爾加利半島與西面的納爾瓦灣分隔，同時被索伊金半島與東面的科波爾灣分隔，盧加河注入盧加灣。

## 气候
气候温和，与海洋相似。1月平均气温为-6.5°C，水温达到-0.2°C，7月水温升至19°C，浅水区高达32.5°C。由于水盐度低（南部0.17‰，北部6.20‰），卢加湾每年都会结冰，全年冰盖天数从86天到186天不等。即使在 1 月下旬温和的冬季，整个海湾也充满了冰，一直持续到 4 月中旬。它始于南方，那里的冰很浅，颜色是水。

## 鱼类动物
卢加湾鱼类动物的基础以三种类型的海洋俱乐部为代表：俱乐部、波罗的海鲱鱼 - 鲱鱼和胡瓜鱼。